# NGC 3651
NGC 3651 (również PGC 34898 lub HCG 51A) – galaktyka eliptyczna (E2), znajdująca się w gwiazdozbiorze Lwa. Należy do zwartej grupy galaktyk Hickson 51 (HCG 51), której członkowie oddziałują ze sobą grawitacyjnie.
Odkrył ją William Herschel 10 kwietnia 1785 roku. Nieco na południe od NGC 3651 znajduje się dużo mniejsza galaktyka PGC 34899 (HCG 51F), przez niektóra źródła (np. NASA/IPAC Extragalactic Database) uznawana za część obiektu NGC 3651, jednak Herschel dysponował zbyt słabym teleskopem, by móc ją dostrzec.